# Pohlia cavaleriei
Pohlia cavaleriei là một loài Rêu trong họ Bryaceae. Loài này được (Cardot & Thér.) Redf. & B.C. Tan miêu tả khoa học đầu tiên năm 1995.